# Ability Office
Ability Office 是由能力+软件公司开发，由能力软件国际公司发布和销售的办公套件，由文字处理器、电子表格、数据库、演示和照片或图像编辑模块以及照片/图像组织者和矢量线绘制应用程序组成。当前版本（V6）提供了与Microsoft Office的兼容级别，允许用户创建、加载和保存到Microsoft Office 2010（*.docx等）和早期（*.doc等）文件格式。同样，照片和图像编辑应用程序将创建、加载Adobe Photoshop（*.psd）文件格式，并将它们与其他主流图形文件类型一起保存到Adobe Photoshop（*.psd）文件格式中。
可以从 Ability 网站下载 Ability Office 6，还可以下载旧版本。最新的版本是第7版。

## 发展历史
1992年，在决定更换现有的基于DOS的综合软件包-“Ability Extension”之后，Ability就开始了开发工作。1995年，Ability发布了第一个版本，名为“Windows Ability”，由文字处理、电子表格、数据库和通信模块（终端程序）组成，其中包括文字处理模块、电子表格模块、数据库模块和通信模块（终端程序）。
1998年，Ability又发布了第二个版本，名为“Ability Office 98”。整个套件的框架从Borland的Object Windows Library更改为Microsoft Foundation类库，从而获得了更好的性能，并且重新编写了数据库，以使用Microsoft JET数据库引擎。
从那时起，Ability Office 增加了一些模块（2000年增加了一个图像编辑模块，2004年增加了一个表示模块）。2008年Ability推出完整的Unicode版本，架构大体保持不变。软件完全32位，并使用 Microsoft Visual C++ 2005 编译器。
新版本包含7个字处理器：电子表格，演示，数据库，图片编辑器。UI 界面形似 Microsoft Office 2013，也含有传统工具栏模式和带状样式之间的切换界面，支持4k/hi-res显示，个人（非商业）使用的无限安装，OOXML导入/导出-对docx、xlsx、pptx 和 Windows 10 兼容的本地支持。软件使用 Microsoft Visual Studio 2015 构建。

## OEM版本
在2006年10月，特易购（Tesco）推出了一系列自有品牌软件，其中包括特易购完整办公软件（Tesco Complete Office），这是特易购品牌版的“能力办公室”（Capability Office）。

## 版本摘要
| 版本                | 时间                | 备注                                                              |
| ------------------- | ------------------- | ----------------------------------------------------------------- |
| Ability Office 6    | 2012 （March 2013） | OOXML import/export, Microsoft Office 2010 style ribbon interface |
| Ability Office 5    | 2008 （Apr 2010）   | Unicode throughout                                                |
| Ability Office 4    | 2004 （Jun 2006）   | Presentation module added                                         |
| Ability Office 2002 | 2002 （Dec 2003）   | Save to PDF added                                                 |
| Ability Office 2000 | 2000 （Mar 2001）   | Image editing module （Photopaint） added                         |
| Ability Office 98   | 1998 （Nov 1999）   | MFC based, Communication module dropped                           |
| Ability for Windows | 1995 （Sept 1996）  | Write, Spreadsheet, Database and Communication modules            |

## 更多
- 办公套件列表
- 办公套件的比较